# Schizophyllum involutum
Schizophyllum involutum är en mångfotingart som beskrevs av Karl Wilhelm Verhoeff 1925. Schizophyllum involutum ingår i släktet Schizophyllum och familjen kejsardubbelfotingar. Inga underarter finns listade i Catalogue of Life.